# カーツ
カーツ株式会社（英: KAAZ CORPORATION）は、岡山県岡山市東区にある緑地管理機械、産業用機械の製造販売を行う会社である。

## 沿革
- 1922年（大正11年） - 勝矢定が「土肥工業所」を創業。
- 1952年（昭和27年） - 「土肥工業株式会社」へ組織変更。
- 1970年（昭和45年） - 「カーツ機械株式会社」へ社名変更。
- 1970年（昭和45年） - 九州営業所を開設。
- 1970年（昭和45年） - 勝矢一成が社長へ就任。
- 1985年（昭和60年） - 仙台営業所を開設。
- 1986年（昭和61年） - 「カーツ株式会社」へ社名変更。
- 1986年（昭和61年） - 台湾事務所を開設。
- 1991年（平成 3年） - 中部営業所を開設。
- 2006年（平成18年） - 勝矢雅一が社長へ就任。
- 2019年（令和元年） - 本社に第2工場を設立。

## 主要製品

### 農機具

#### 製品
- 芝刈機
- 草刈機（刈払機）
- ヘッジトリマー
- ブロワー
- オリーブシェイカー
- スイーパー

#### 部品
- ギヤボックス
- HST
- ギヤピニオン

### モータースポーツ用品
- Limited Slip Differential（LSD）
- トランスミッション

## スポンサー
- Jリーグ・ファジアーノ岡山のクラブスポンサーを行っている。